# Karäer

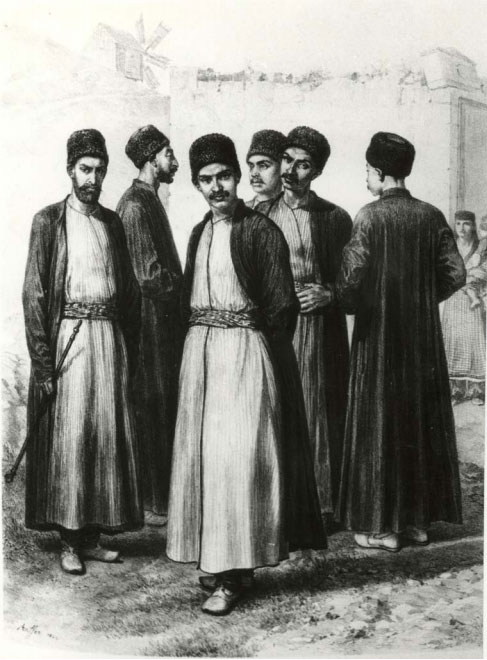
Bild von Krim-Karäern von Auguste Raffet 1837

Die Karäer (karaimisch Къарайм Qarajm, Къараймлер Qarajmler) (auch hebräisch בני המקרא Bene ha-Miqra, deutsch ‚Söhne des Lesens‘ oder als hebräisch יהדות קראית Yahadut Qara'it) verstehen sich als jüdische / israelitische Religionsgemeinschaft, die sich seit dem 7./8. Jahrhundert n. Chr. als Oppositionsbewegung gegen die Auslegung der jüdischen Gebote mit dem Talmud im dominierenden rabbinischen Judentum herausbildete und sich bis zum 12. Jahrhundert in den meisten orientalisch-jüdischen Gemeinschaften, auch im Byzantinischen Reich vom islamischen Spanien und dem Balkan bis nach Mittelasien (aber nicht in West- und Mitteleuropa) verbreitete, ab dem 16. Jahrhundert aber viele Anhänger verlor. Im 19. Jahrhundert existierten größere Anhängerschaften des Karäertums nur noch auf der Krim und in einigen osteuropäischen Regionen, deren Vorfahren im Spätmittelalter auch von der Krim gekommen waren, sowie in Ägypten. Sehr kleine Restgemeinschaften bestanden daneben noch in Istanbul, Jerusalem und im Irak. Die meisten Karäer, besonders die orientalischen, wanderten im 20. Jahrhundert vorwiegend nach Frankreich und Israel aus.
Aus historisch gewachsenen Gründen wird besonders die turksprachige Volksgruppe der Krim und Osteuropas als Karäer bezeichnet, entstanden aus einer Gruppe Anhänger der karäischen (nicht-rabbinischen) jüdischen Religion, deren Sprache auf der Krim entstand. Sie breitete sich im Spätmittelalter durch Ansiedlung von Gemeinden anfangs nach Trakai (Litauen, polnisch Troki), von dort auch nach Panevėžys (in Litauen) und Wizebsk (heute Belarus), sowie nach Luzk (heute Ukraine, Region Podolien) und Halytsch (mit dem Vorort Salukwa; Galizien/Ukraine), früher auch in einzelne Dörfer der näheren und ferneren Umgebung (wie Šėta/Westlitauen oder Kukesiw, westlicheres Ostgalizien) aus. Mit der Verstädterung entstanden kleine karäische Gemeinden in Vilnius, Warschau, Kiew, Odessa, Charkiw, Jewpatorija und anderen osteuropäischen Städten, wo ihre traditionelle Umgangssprache oft außer Gebrauch kam. Diese Karäische oder Karaimische Sprache gehört zur pontisch-aralischen Untergruppe des nordwestlichen Zweiges der Turksprachen und unterteilt sich in den östlichen Dialekt auf der Krim mit nur noch wenigen aktiven Sprechern, den südwestlichen Dialekt in Galizien und Podolien (letzte Sprecher in Halytsch und Salukwa) und einen nordwestlichen Dialekt in Litauen und Belarus (letzte Sprecher in Trakai). Die früher ebenfalls im Alltag turksprachigen rabbinischen Juden der Krim sind die Krimtschaken. Über den Ursprung der Krim-Karäer und osteuropäischen Karäer gibt es mehrere Gründungslegenden.

## Namensvarianten
Die Karäer waren in ihren Anfangszeiten auch unter der Bezeichnung Ananiten bekannt. Das bezog sich auf Anan ben David, unter dem sie sich im 8. Jahrhundert n. Chr. vom heutigen Irak und Iran aus nach Palästina ausbreiteten. Heute werden sie meist Karaim, Karäim oder Karaiten genannt. Dieser Name stammt von der althebräischen Bezeichnung קרא kar’a, deutsch ‚lesen‘ ‚rezitieren‘ und dann kara מקרא in der Bedeutung „die (Heilige) Schrift lesen“.

## Religionsgemeinschaft
Einige sehen als Ursprung der Karäer einen Konflikt, der im zweiten vorchristlichen Jahrhundert im jüdischen Priestertum zwischen der Mehrheit und einer Minderheit von Gläubigen aufbrach, die als „Söhne Zadoks“ – möglicherweise Sadduzäer (hebräisch: Zaduquim, arabisch: Saduqiyah) oder einer anderen Gruppe, die von den Griechen als Essener bezeichnet wurden, welche die übrige Priesterschaft als ungläubig und unrein betrachteten. Zu einer deutlich vom rabbinischen Judentum abgrenzbaren Religionsgemeinschaft wurden die Karäer wohl spätestens im 8. Jahrhundert n. Chr. unter Anan ben David, der vermutlich allerdings selbst kein Karäer war. In dieser Zeit übernahmen sie vermutlich einige Anschauungsweisen des Islam in ihr philosophisches und wissenschaftliches Weltbild. Besonders im Reich der turkstämmigen Chasaren sollen sie erfolgreich Anhänger geworben haben; andere dagegen glauben, dass die Chasaren überwiegend zum rabbinischen Judentum konvertierten. Einige halten erst Aaron ben Moses ben Asher (אהרון בן משה בן אשר ʾAhărôn ben Mōšeh benʾĀšēr), der etwa 960 n. Chr. starb, für den Gründungsvater der Karäer. Das ausgehende 10. und beginnende 11. Jahrhundert n. Chr. gilt jedenfalls als Goldenes Zeitalter der Karäer: So bildeten sie in Jerusalem in einer eigenen Akademie zahlreiche Wissenschaftler aus. Im 9.–12. Jahrhundert hatten sie im Orient einen großen Einfluss und „konnten das dortige Judentum großenteils für sich gewinnen.“ Es gab vor allem in Palästina in fast jedem größeren Ort eine karäische Gemeinde.
Die Karäer verstehen den jüdischen Glauben als strikte Buchreligion. Sie interpretieren die Gebote (hebräisch Mitzwot) ausschließlich aus dem Tanach und nicht aus der mündlichen Tora des rabbinischen Judentums, d. h. dem Talmud, den sie als Abweichung von der dem jüdischen Volk historisch gesehenen göttlichen Offenbarung sehen. Der Talmud gilt ihnen als „von Menschen gemachte […] Lehre“, die Rabbinen dementsprechend als „Talmudisten“. Dem rabbinischen Judentum gaben sie „Anstöße zur Pflege und Auslegung des Bibeltextes, zur philosophischen Untermauerung der Theologie und zu einer […] eindringenden Beschäftigung mit der Tradition“.
Gemäß ihrer Ansicht sind nicht die Karäer, sondern die anderen Zweige des Judentums von der göttlichen Offenbarung abgewichen. Sie berufen sich darauf, die originale Form des Judentums auszuüben, da im Tanach keinerlei Andeutungen auf ein mündliches Gesetz vorzufinden sind und diese Idee erst Jahrhunderte nach der Offenbarung entstand. Daher werden heutzutage die Karäer in Israel als nichtreligiöse Juden eingestuft. Ihrerseits laden Karäer Mitglieder des rabbinischen Judentums ein, sich ihrer Deutung der Glaubensquellen anzuschließen, was keine Konversion bedeute.
Ein verbindliches Lehramt kennen die Karäer nicht, sondern betonen, dass jeder Gläubige das religiös Gebotene durch eigenständiges Lesen der Tora selbst erkennen müsse. Diese Einstellung war wohl maßgeblich dafür, dass die Karäer die Tora erstmals auch sprachwissenschaftlich untersuchten. Sie verglichen Übersetzungen der Tora in Aramäisch, Hebräisch und Arabisch und entdeckten dabei die nahe Verwandtschaft dieser semitischen Sprachen.
Entsprechend ihrer Kritik am Talmud haben die Karäer keine Jeschiwot (Talmud-Schule) wie rabbinische Juden. Ihre Gebetshäuser nennen sie Kenesa statt Synagoge, ähnlich dem hebräischen Begriff Beit Knesset (בית כנסת = Versammlungshaus). Darin stehen sie statt zu sitzen, und ihre Gebete verrichten sie nach Süden statt Osten gewandt und ohne Tefillin (Gebetsriemen) anzulegen. Etliche weitere Riten werden von den Karäern anders ausgeführt als von anderen jüdischen Gemeinschaften. Der Kalender der Karäer richtet sich strenger nach dem Mond als der rabbinische und weist zahlreiche weitere Abweichungen vom traditionellen jüdischen Kalender auf.

## Ursprung

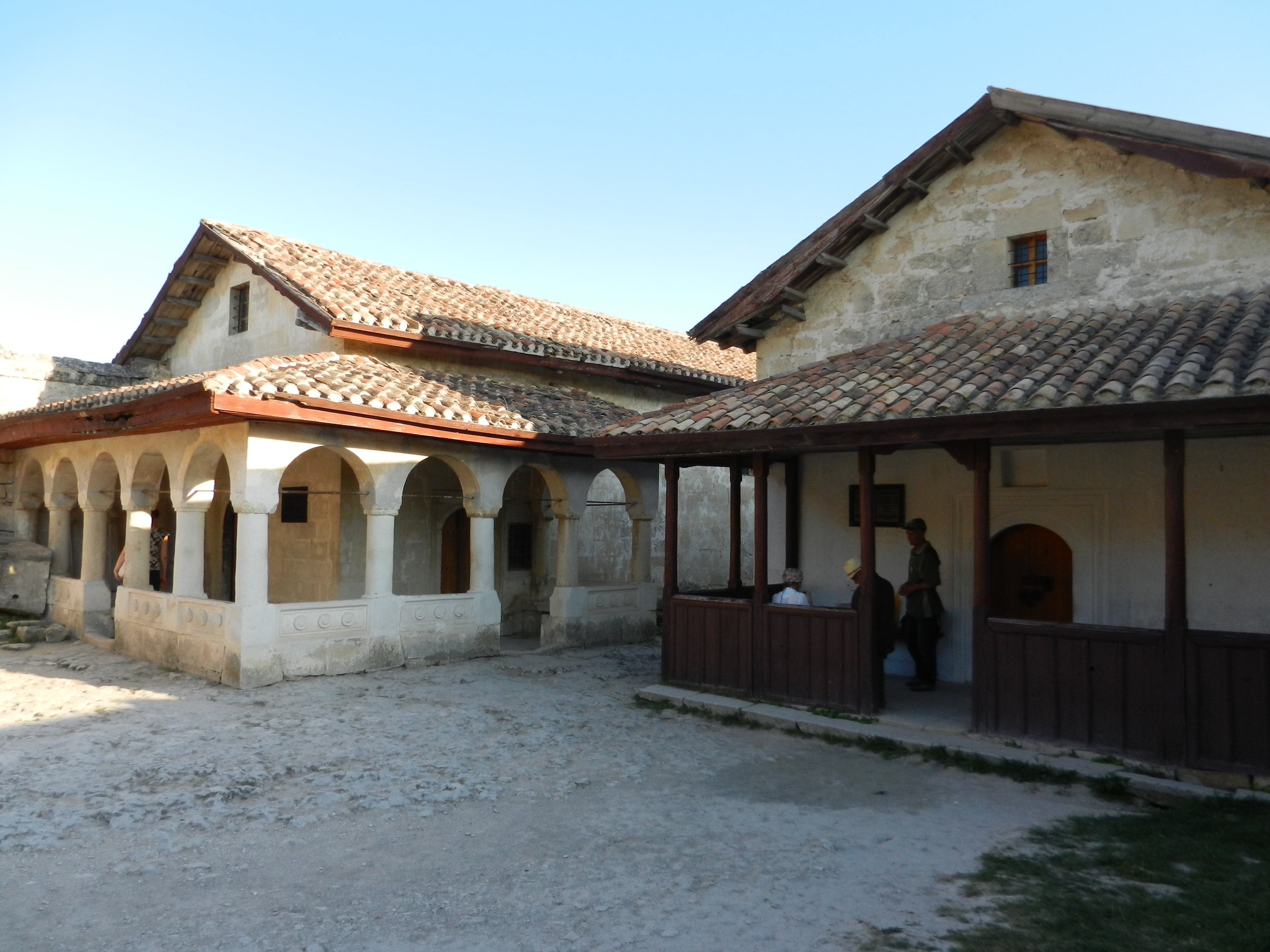
Die Große Kenessa (links, 14. Jahrhundert) und die Kleine Kenessa (rechts, 17. Jahrhundert) in Çufut Qale (krimtatarisch für „Jüdische Burg“)

Einige vermuten als ethnischen Ursprung Teile des israelitischen Volkes, die nicht nach Palästina zurückgekehrt seien, nachdem sie um 720 v. Chr. aus dem Nordreich Israel von den Assyrern verschleppt worden waren oder nachdem das Babylonische Exil des Südreichs um 540 v. Chr. geendet hatte. Als Vorfahren der heutigen Karäer werden meist die Krim-Karäer vermutet, eine Volksgruppe, die im frühen Mittelalter (8.–10. Jahrhundert) in den Gebieten des Schwarzen und des Mittelmeeres siedelte. Diskutiert wird auch, ob sie Nachfahren oder lediglich Zeitgenossen der Chasaren (7.–11. Jahrhundert) sind, die zum Judentum übergetreten sind und zu den Turkvölkern zählen.
Jehuda ha-Levi erwähnt in seinem Buch Sefer haKuzari unter anderem folgendes: Die Tatsache, dass der damalige Oberbefehlshaber der chasarischen Armee, Bulan Bek, zu einer Art „nicht-normativem“ Judentum konvertierte und dass im Chasarenreich eine der ältesten Karäerschulen der „Tiflissim“ aktiv war, verweisen darauf, dass der Chasarenfürst selbst, seine Gefolgschaft und später auch der Kagan (Herrscher) zum Karäertum konvertierten. Außerdem berichtet der Chasarenkönig Joseph in seiner Korrespondenz mit Chasdai ibn Schaprut, dass das so genannte „normative“ Judentum erst vom Khan Obadiah, d. h. nach gut 200 Jahren eingeführt worden war.
Erstmals erwähnt wurden die Krim-Karaiten von Aaron ben Joseph im Jahr 1294, als die Krim von der Goldenen Horde beherrscht wurde. Genetische Analysen einer kleinen Stichprobe zeigen eine Verwandtschaft der Krim-Karäer mit den Juden, in geringerem Maße mit Turkvölkern. Enge genetische Beziehungen zu den Völkern des alten Chasarenreichs waren nicht feststellbar. Kevin Brook zufolge gebe es keine Beziehung zum Chasarenreich; die Karäer auf der Krim seien aus dem Byzantinischen bzw. Osmanischen Reich zugewandert.
Die Karäer im heutigen Litauen und Polen (Karaimen) gehen auf Soldatenfamilien zurück, die von Vytautas dem Großen, Großfürst von Litauen, im Jahr 1397/1398 aus dem Schwarzmeergebiet angeworben und als Burgwachen in der Nähe der alten litauischen Hauptstadt Trakai angesiedelt wurden.

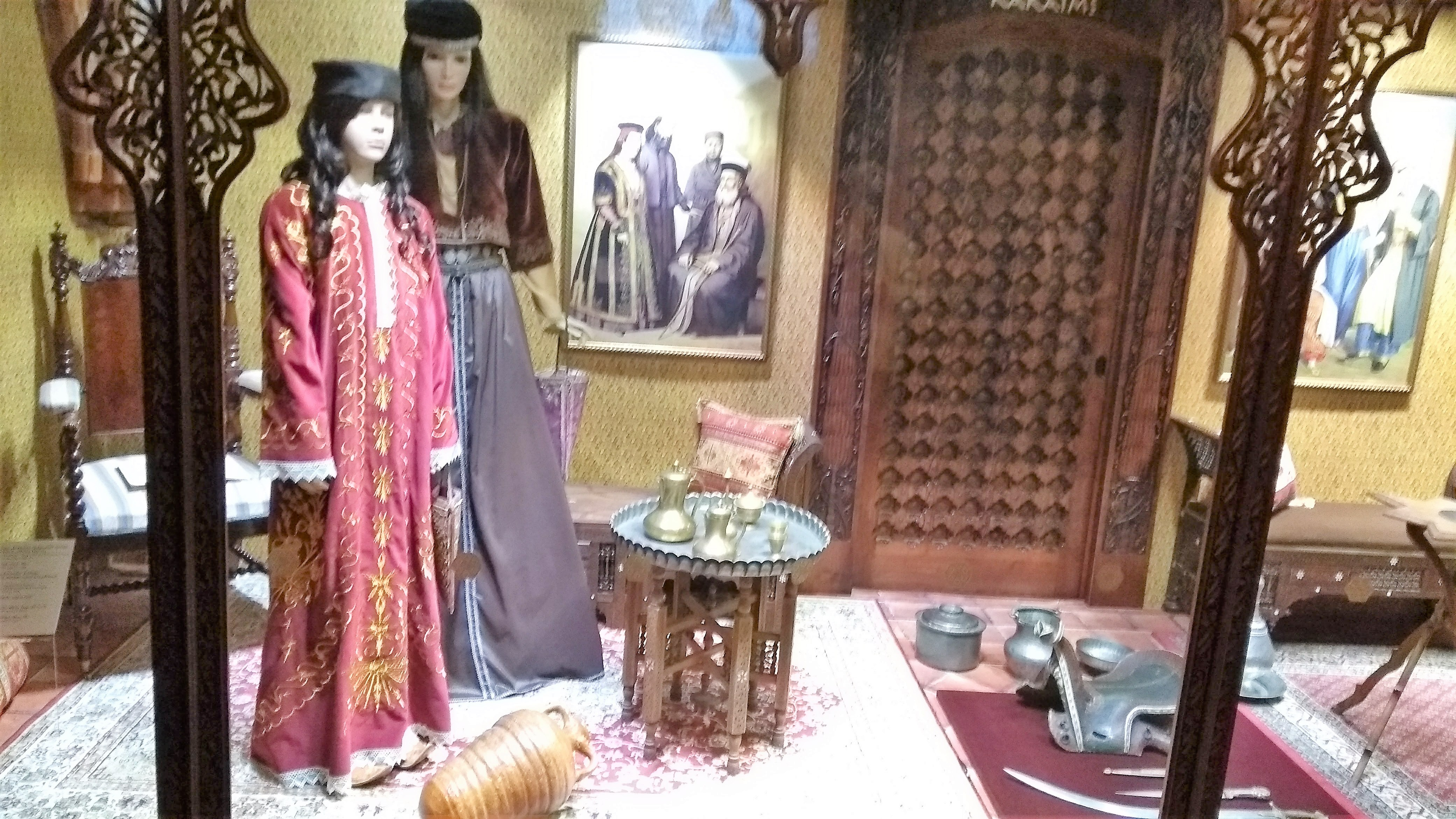
Traditionelle Kleidungs- und Einrichtungsgegenstände der Krim-Karäer (Karäisches Museum Trakai, Litauen)

## Ethnische Gruppe
Bedeutende Zentren waren neben der Halbinsel Krim auch Anatolien. Heute gibt es weltweit etwa 45.000 Karäer, von denen (2002) rund 25.000 in Israel leben, die restlichen vor allem in Polen, der Ukraine und Australien. Die Gesamtzahl der Karäer in der Ukraine und in Litauen wird (2002) auf etwa 3000 bis 4000 Menschen geschätzt. Bei der Volkszählung der UdSSR im Jahre 1989 gaben 2602 Menschen an, zur ethnischen Gruppe der Karäer zu gehören. Die Karäer können als Ethnisch-religiöse Gruppe betrachtet werden.

## Sprachgruppe
Während ihrer Ausbreitung auf der Krim haben die Karäer zwar die hebräische Schreibweise beibehalten, aber die tatarische Sprache übernommen. Die karaimische Sprache gehört daher zu den Turksprachen und zerfällt in verschiedene Dialekte oder Lokalsprachen. Sie ist vom Aussterben bedroht oder wird bereits nicht mehr gesprochen. In der UdSSR von 1989 gaben 503 Menschen an, die karaimische Sprache als Muttersprache zu haben. In Litauen gibt es Ansätze, die Sprache als kulturelles Erbe und als Sakralsprache (ähnlich dem Latein der Katholiken) zu erhalten. Auf der Krim benutzen die Karäer ihre Muttersprache neben dem Hebräischen beim Gottesdienst.

## Geschichte und Schwerpunkte

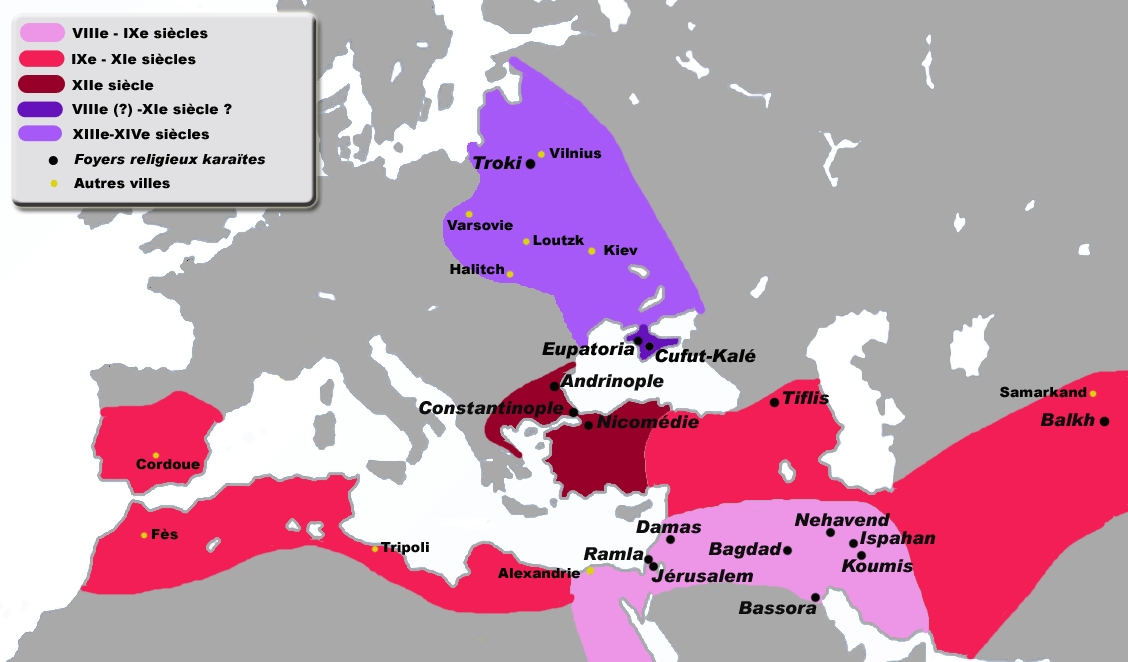
Nachweisbare Ausbreitung der karäischen Strömung. Im Nahen Osten: Lila: 8.–9. Jahrhundert, helles rot: 9.–11. Jahrhundert, dunkelrot: 12. Jahrhundert. In Osteuropa: dunkleres violett: 8.–11. Jahrhundert (?), helleres violett: 13.–14. Jahrhundert. Schwarze Städte: religiöse Zentren, gelbe Orte: weitere nachgewiesene Gemeinden.

### Byzantinisches Reich
Während des Ersten Kreuzzugs wurden die Karäer wie die rabbinischen Juden verfolgt. Um 1099 wanderten sie daher in großer Zahl nach Konstantinopel aus. Dort galten sie wegen ihres Bezugs auf die Tora als „bibeltreu“ und erschienen insofern nicht im Widerspruch zur christlichen Religion. Daher wurden sie im byzantinischen Reich im Gegensatz zu den Juden nicht als Häretiker verfolgt.
Im 13./14. Jahrhundert erlebte die Bewegung in den christlichen Siedlungsgebieten Kleinasiens sowie rund um Konstantinopel eine „Blüte auf literarischem Gebiet“.

### Osmanisches Reich
Vor allem im Osmanischen Reich gab es neben den sephardischen Juden, die sich nach der Vertreibung der Juden aus Spanien 1492 vor allem in Thessaloniki niederließen, zahlreiche karäische Gemeinden (türkisch Karaylar). So ließ Sultan Mehmed II. nach der Eroberung der Stadt 1453 eine bedeutende Anzahl von turksprachigen Karäern nach Istanbul bringen. Allerdings sprachen die meisten anatolischen Karäer seit byzantinischer Zeit, vereinzelt bis in die Gegenwart Gräko-Karäisch, einen karäischen Ethnolekt der griechischen Sprache.

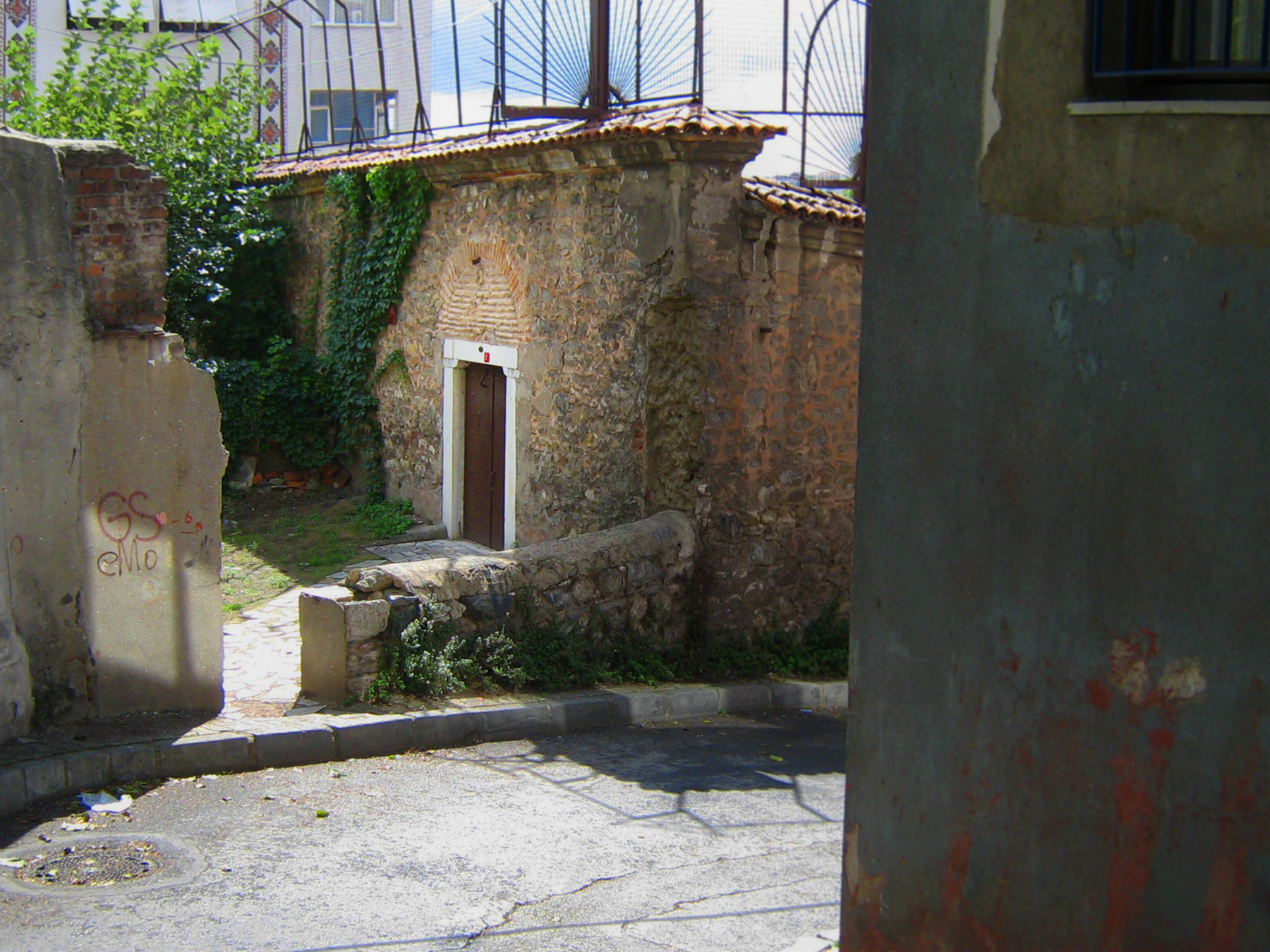
Karäische Kenessa in Hasköy/Istanbul

Viele osmanische Karäer siedelten im ehemals genuesischen Galata, heute heißt dieser Stadtteil Karaköy. Unter der Herrschaft von Sultan Suleiman dem Prächtigen kam es im 16. Jahrhundert zu einem Aufblühen der Gemeinde. Die meisten anatolischen Karäergemeinden erlebten danach, besonders seit Ankunft der spanischen Juden (Sephardim), einen Rückgang ihrer Anhängerzahl bis hin zu einer „spirituellen Lethargie“, wie es einige Forscher verglichen mit dem Byzantinischen Reich formulieren, weil sich viele offenbar dem rabbinischen Judentum oder auch anderen Religionen zuwandten. Eine heute noch aktive karäische Synagoge befindet sich im Istanbuler Stadtteil Hasköy (Karäische Synagoge (Hasköy, Istanbul)). Ihre Besonderheit ist, dass die Eintretenden wie in den Moscheen die Schuhe ausziehen. Nach ersten Auswanderungswellen nach Israel, Frankreich oder in die USA wurden Mitte der 1950er Jahre noch 350 Karäer, Ende der 1980er Jahre noch über 90 Karäer in Istanbul beschrieben, und die Synagoge (Kenessa) von Hasköy ist das letzte noch genutzte karäische Bethaus in der Türkei. (Stand: 2003)

### Islamische Welt

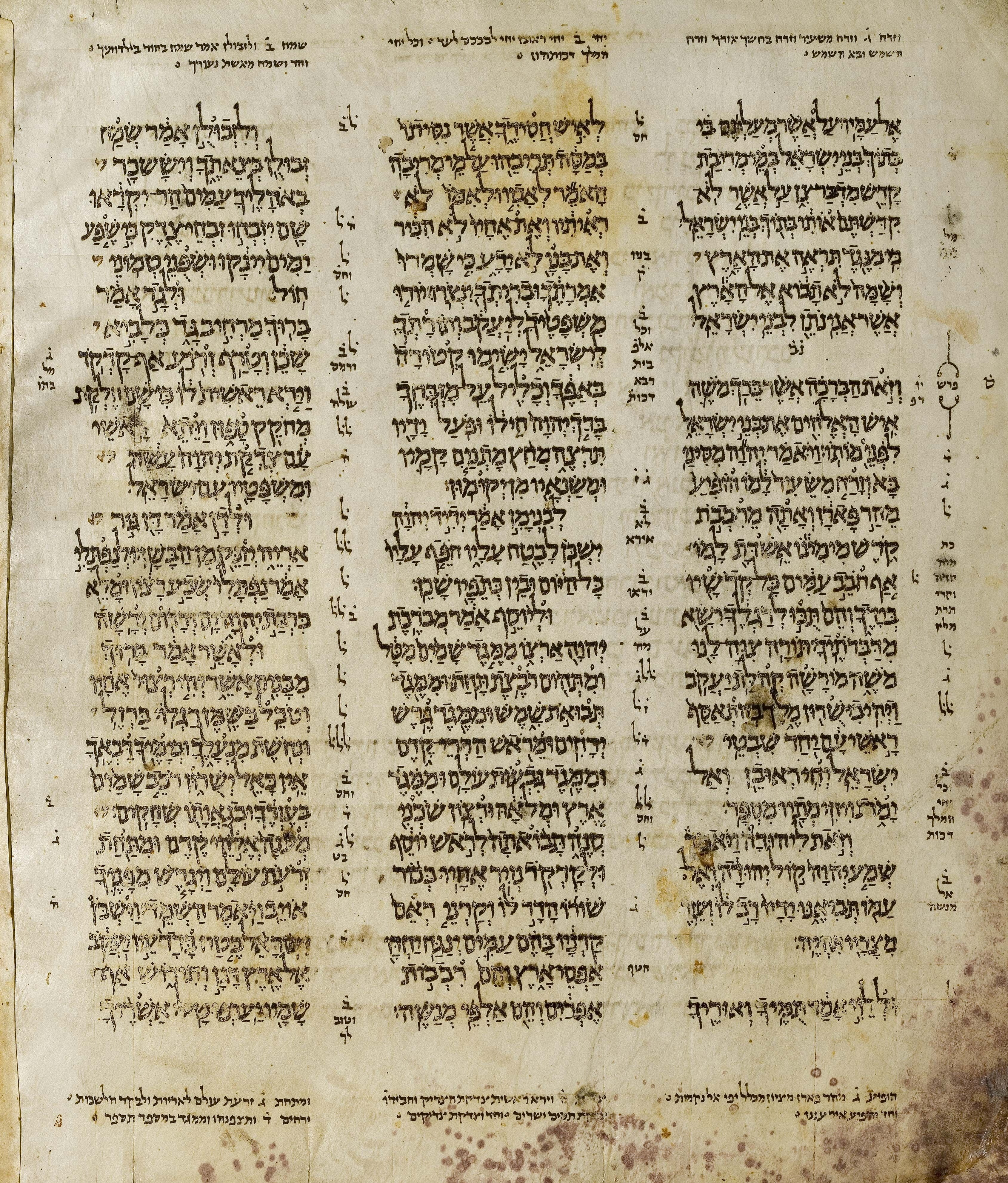
Seite des Aleppo Codex von Aaron ben Ascher aus dem 10. Jahrhundert, eine der ältesten erhaltenen Bibelhandschriften, im Besitz der ägyptischen Karäergemeinschaft

Aus dem Mittelalter sind damals sehr zahlreiche karäisch-jüdische Oppositionsbewegungen gegen die rabbinische Auslegung der jüdischen Tradition mit dem Talmud aus fast allen orientalisch-jüdischen Gemeinschaften bekannt. Ihre Zentren waren neben dem Byzantinischen und Osmanischen Reich auch Al-Andalus, der Maghreb, Ägypten, Syrien, der Irak. Auch unter georgischen, persischen und bucharischen Juden ist ihre Aktivität überliefert. Wie in Anatolien, aber im Unterschied zur Krim und Osteuropa, erlebten diese Gemeinden nach dem Mittelalter einen allmählichen Niedergang durch Übertritte zum rabbinischen Judentum, teilweise auch zum Islam und verschwanden in den meisten Regionen vollständig.
Anfang des 20. Jahrhunderts war noch eine größere Karäergemeinschaft in Ägypten erhalten, die die zweitgrößte Karäergemeinschaft nach der turksprachigen (karaimischsprachigen) Gemeinschaft auf der Krim und in Osteuropa bilden. Im Zuge des Nahostkonfliktes sind fast alle aus Ägypten meistens nach Israel und Frankreich emigriert. Ende der 1980er Jahre gab es nur noch 24 Karäer im Land. Kleinere Gemeinden existierten nach der in Istanbul noch in der irakischen Stadt Hīt, wo der krim-karäische Besucher Abraham Firkowitsch im 19. Jahrhundert noch 67 Karäer beschrieb, und die alle 1960 nach Beʾer Scheva emigrierten, sowie in Jerusalem, wo in den 1920er Jahren nur noch zehn, 1948 nur noch zwei Karäer beschrieben wurden. Während sich die turksprachigen Karäer der Krim und Osteuropas seit dem 19. Jahrhundert stark vom Judentum abgrenzten und sich mit einer turkstämmigen Herkunft identifizierten, betrachteten sich die arabischsprachigen Karäer immer als jüdischer Herkunft und als Strömung innerhalb des Judentums.

### Krim, Mittel- und Osteuropa
Im 14. Jahrhundert waren Karäer von der Krim, wo sie als Teil der Turkvölker siedelten, nach Galizien und Litauen ausgewandert.
Nach Litauen wurden vom Großfürsten Vytautas im Jahre 1397 neben Tausenden von Tataren auch 380 karäische Familien als Leibwache und Beschützer seiner Burg in Trakai geholt. Nach der Eingliederung der Krim (1783) und den polnischen Teilungen (1772–1795) gehörten alle Siedlungs- und Sprachinseln der mittel- und osteuropäischen Karäer zum russischen Kaiserreich. Dort wurden die Karäer auf Grund ihrer ethnischen und religiösen Besonderheiten nicht als Juden diskriminiert.

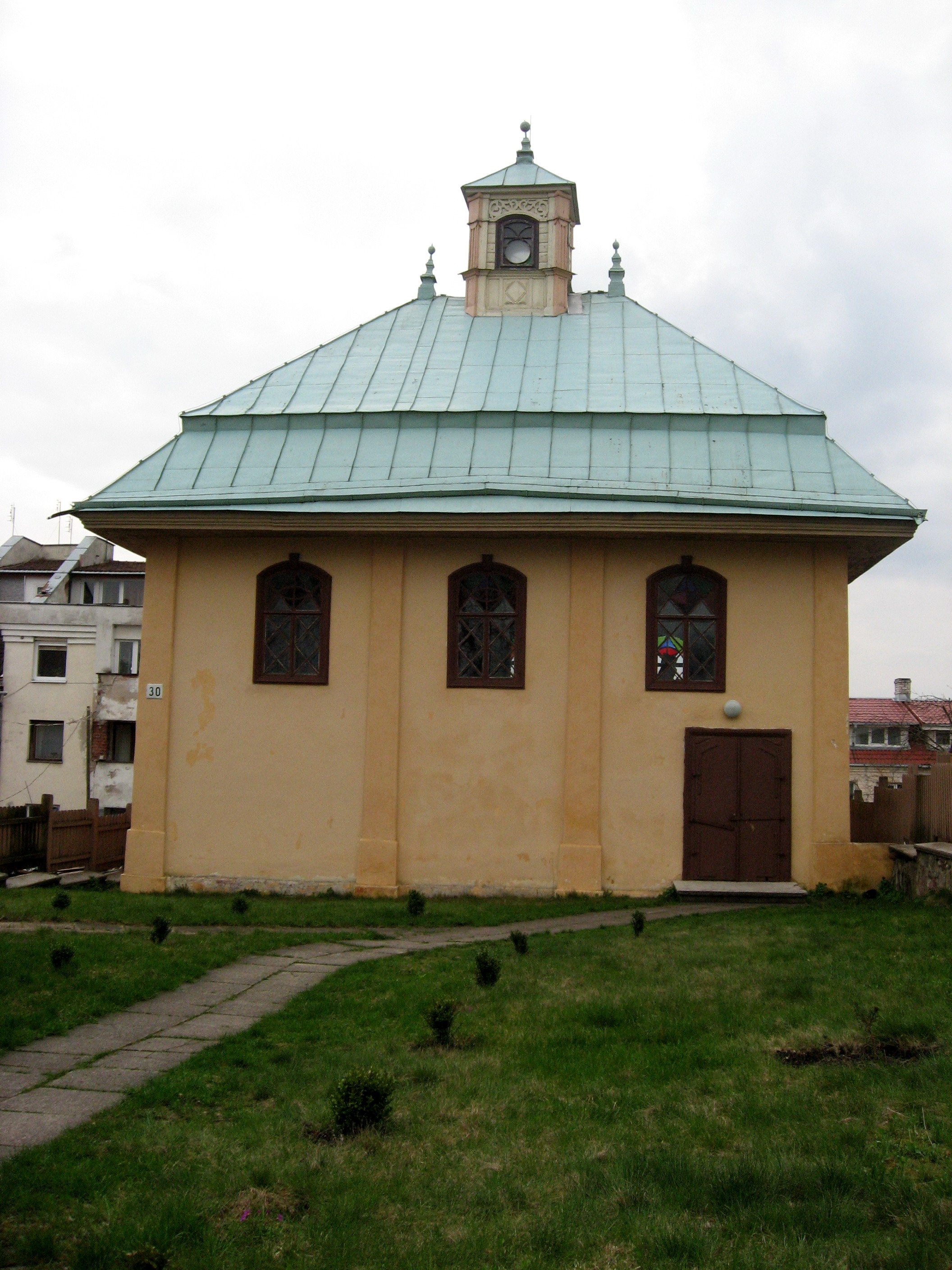
Kenesa in Trakai (Litauen)

Im ausgehenden 19. und im 20. Jahrhundert betrachteten sich die Karäer in Mittel- und Osteuropa überwiegend als einer gegenüber dem rabbinischen Judentum eigenständigen biblischen Religion zugehörig. Auch ethnisch verstanden sie sich als Volksgruppe, die ihren Ursprung nicht im Judentum habe und somit keine semitisch-jüdischen Wurzeln besitze. Während der Besetzung Osteuropas durch das nationalsozialistische Deutschland im Zweiten Weltkrieg wurden die Karäer nicht als Juden verfolgt, sondern zu einer „tatarischen Volksgruppe“ erklärt, um sie gegen die russische Bevölkerung der UdSSR ausnutzen zu können. Der beim Generalstab eingesetzte Kriegstagebuchführer Walter Bußmann hatte am 17. Juli 1942 eine Notiz über die Karaimen erstellt, wonach diese „mit Rücksicht auf die Kaukasuspropaganda belassen werden müssten“. So waren auch Karäer in der Tatarenlegion, die 1942 zur Unterstützung der SS und Wehrmacht aufgestellt wurde. Die Nationalsozialisten folgten insofern gerne dem angeforderten Gutachten des jüdischen Historikers Majer Balaban, der die Karäer – womöglich entgegen seiner wirklichen Überzeugung – als nicht dem jüdischen Volk und seiner Religion zugehörig erklärt hatte. Dieses Gutachten machte sich die Reichsstelle für Sippenforschung zu eigen.

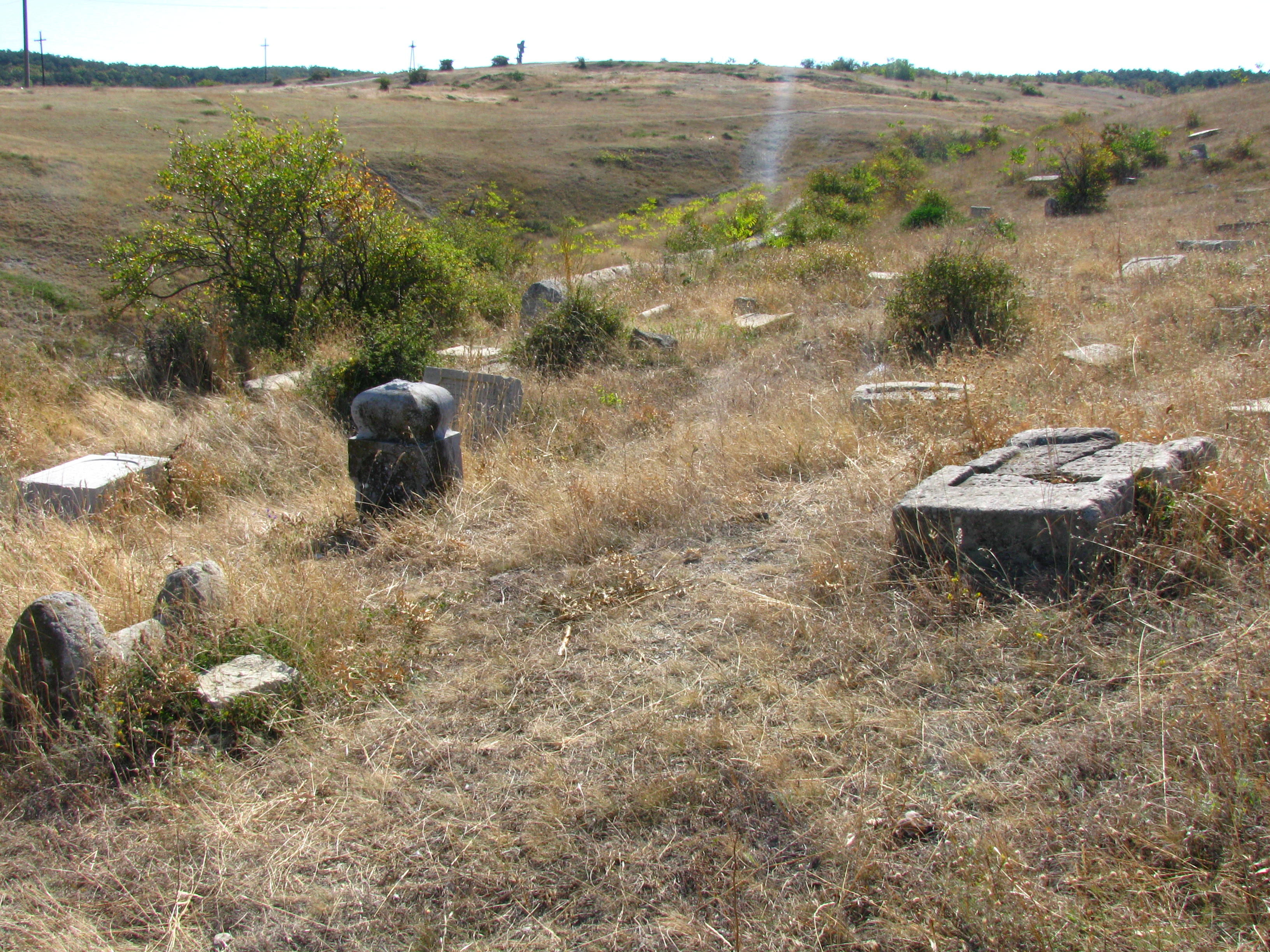
Karäer-Friedhof bei Feodossija (Krim)

Ein ehemals religiöses und heute historisches Zentrum der Karäer Polens und Litauens ist die Stadt Trakai in Litauen. Im Jahre 2007 lebten neben rund 5000 Tataren 257 Karäer (davon 16 Kinder) in Litauen, wovon die größten Gemeinschaften in Trakai (65 Personen) und Vilnius bestanden. Etliche von ihnen sprechen noch karaimisch, zumindest die ältere Generation. Das Überleben der Sprache ist nicht gesichert, da kein Sänger und nach dem Tod des bekannten Dichters Mykolas Firkovicius auch kein bekannter Schriftsteller mehr die Kultur weiter trägt. In den beiden vorgenannten Orten gibt es je eine Kenesa, die beide von einem einzigen Priester betreut werden. Die Kenesa von Vilnius im maurischen Stil wurde den Karäern 1992 vom Staat zurückgegeben.
Das historische und religiöse Zentrum der osteuropäischen Karäer ist traditionell die Krim, wo nach dem Zerfall der Sowjetunion die uralte Gemeinde in Eupatoria wiedererstanden ist. Die Gemeinde hat mit eigener Kraft und mit der finanziellen Hilfe von Michel Sarach, einem Karäer aus Frankreich, die zwei bedeutendsten Kenesas in Eupatoria wiederaufgebaut. Die „Architekten“ der Renaissance-Bewegung der Karäer auf der Krim sind die Priester David Tiriyaki, David El und die Laiengemeinde Къардажлар Qardaşlar („Brüder“) unter Solomon Sinani. Diesen Aktivisten ist es gelungen, die ukrainische Regierung auf Probleme der Karäer aufmerksam zu machen und den Staat zur Finanzierung der Restaurierungsarbeiten in Çufut Qale bei Bachtschyssaraj auf der Halbinsel Krim zu bewegen. Heute finden in den alten Kenesas wöchentliche Samstagsgottesdienste unter der Leitung von Priester David Tiriyaki statt.
Eine weitere Kenesa befindet sich in der Ukraine in Kiew; diese wurde in den Jahren 1898–1902 erbaut und wird Karäer-Kenesa genannt.

### Amerika
Heute gibt es auch in den Vereinigten Staaten von Amerika einige karäische Gemeinden.

### Schweiz
In der Schweiz gibt es eine Karäisch-Jüdische Gemeinde, die Karaite Jews of Europe (KJE), diese Gemeinde ist von der Universal Karaite Judaism (UKJ) in Israel und den Karaite Jews of America (KJA) akzeptiert, ihre Mitglieder werden auch vom israelischen Staat als Juden anerkannt. Die Aliyah nach Israel ist auch für Konvertiten möglich. Die Gemeinde befolgt den traditionellen Ritus nach ägyptischem Vorbild. In Eglisau wird ein kleines Gemeindezentrum mit Bet-Lokal betrieben und wird dabei von Hakham Meir Yosef Rekhavi unterstützt. Gemeinsam mit den KJA und UKJ wird die Karaite Jewish University unterhalten.

## Bekannte Karäer
- Judah Hadassi (12. Jahrhundert)
- Aaron ben Joseph (ca. 1260–1320)
- Aaron ben Elia (ca. 1300–1369)
- Isaak Troki (ca. 1533–1594)
- Natalja Kirillowna Naryschkina (1651–1694)
- Abraham Firkowitsch (1787–1874)
- Samuil Moissejewitsch Maikapar (1867–1938)
- Adolf Abramowitsch Joffe (1883–1927)
- Abram Samoilowitsch Besikowitsch (1891–1970)
- Sergei Iossifowitsch Jutkewitsch (1904–1985)
- Michel Sarach (1909–2000)
- Josef Romualdowitsch Grigulewitsch (1913–1988)
- Swetlana Ismailowna Chodschasch (1923–2008)
- Mykolas Firkovičius (1924–2000)